# Federico Bahamontes
Federico Martin Bahamontes (Santo Domingo, 9 juli 1928 – Valladolid, 8 augustus 2023) was een Spaans wielrenner. Hoewel geboren als Federico Martín, gebruikte hij in zijn wielerleven de achternaam van zijn moeder, Bahamontes. In 1959 werd hij de eerste Spaanse eindwinnaar van de Ronde Van Frankrijk.

## Carrière
In 1959 won hij de Ronde van Frankrijk. Bovendien eindigde hij in 1963 en 1964 als tweede respectievelijk derde in het eindklassement. Hij was een erkend klimmer, met als bijnaam de adelaar van Toledo. Hij veroverde zes keer het bergklassement in de Tour: in 1954, 1958, 1959, 1962, 1963 en 1964. In totaal heeft hij zeven touretappes gewonnen.
In 1957 eindigde hij als tweede in het eindklassement van de Ronde van Spanje. In dat jaar en het jaar daarop won hij bovendien het bergklassement van deze ronde. Hij haalde twee ritzeges in de Vuelta.
Ook het bergklassement van de Ronde van Italië heeft hij gewonnen: in 1956. Een jaar later won hij een rit in de Giro.

### Ronde van Frankrijk 1959
Bij het begin van de Ronde van Frankrijk 1959 werd Bahamontes niet gezien als een van de favorieten voor de eindoverwinning. Hij profiteerde van een vroege ontsnapping tijdens een etappe in de Pyreneeën. Vervolgens won hij een klimtijdrit op de Puy de Dôme. In de Alpen werkte hij samen met medeklimmer Charly Gaul, waardoor hij zijn voorsprong kon vergroten. Zowel Henry Anglade als Jacques Anquetil hebben daarna nog wat van hun achterstand in kunnen lopen, maar niet genoeg om de leidende positie van Bahamontes te kunnen bedreigen.
Dit bleef echter de enige eindoverwinning van de Spanjaard in de Ronde van Frankrijk. Bahamontes was veruit de beste klimmer in het peloton, maar bergaf was hij een minder begenadigd renner. Vermits de Fransman Anquetil wel een steengoed daler was, zorgde de organisatie van de Ronde ervoor dat in de daaropvolgende jaren de aankomsten van alle bergritten in het dal lagen. Op die manier kon Anquetil de achterstand die hij bergop opliep, telkens weer goedmaken en er wordt beweerd dat hij door dat profijt vijf eindzeges in de Tour wist te behalen.
Na het overlijden van Roger Walkowiak in februari 2017 werd Bahamontes, tot zijn dood in augustus 2023, de oudste nog levende Tourwinnaar. Sindsdien is Jan Janssen de oudste.

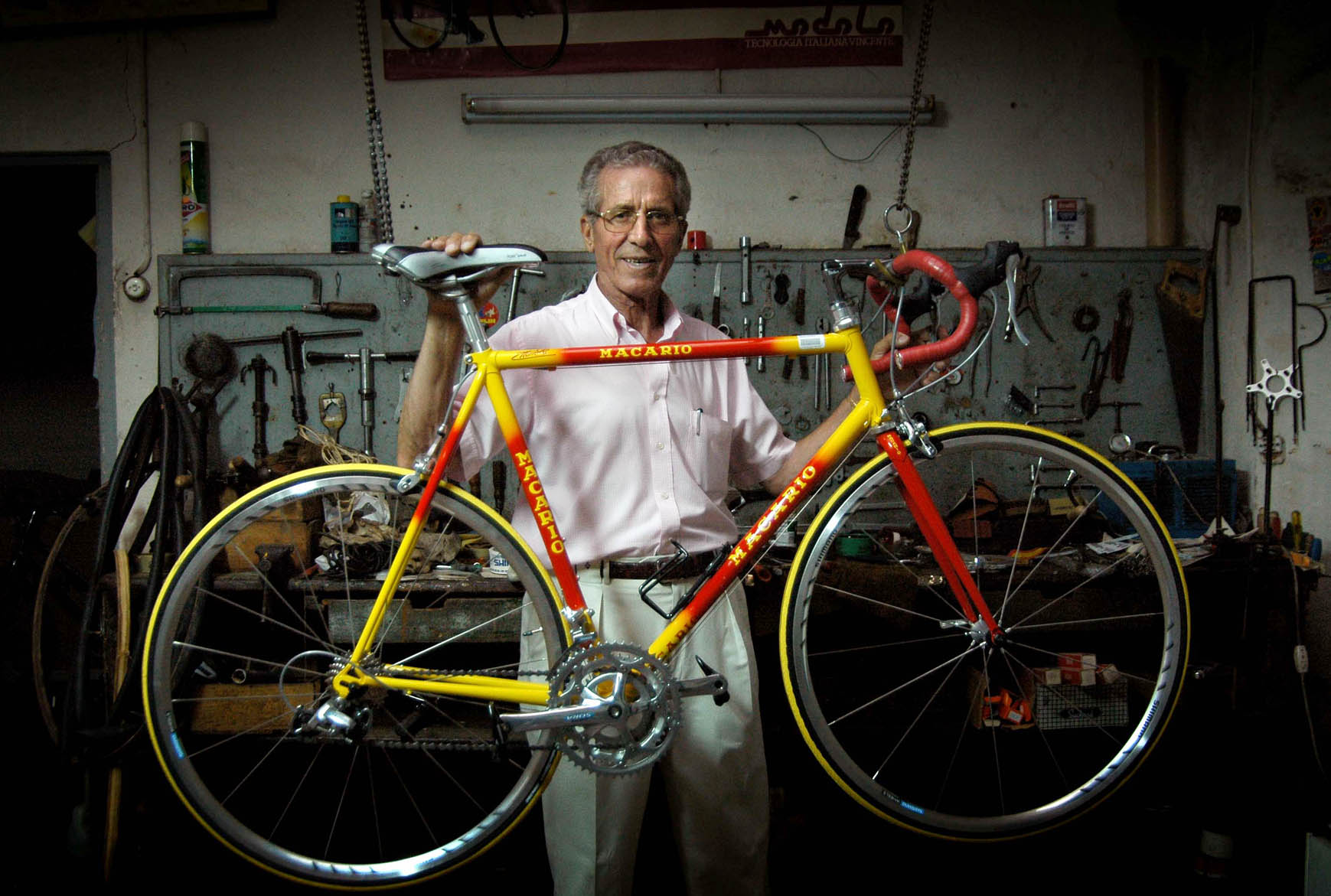
Federico Bahamontes in zijn fietsenzaak in Toledo, 2005.

## Belangrijkste overwinningen
1950
- Spaans Kampioen Op de Weg, Amateurs

1954
- Bergklassement Ronde van Frankrijk

1955
- 6e etappe Ronde van Asturië
- Ronde van Asturië
- 6e (deel B) en 9e etappe Ronde van Catalonië
- Clásica a los Puertos de Guadarrama
- Mont Faron (tijdrit)

1957
- Ronde van Asturië
- 1e etappe Ronde van Asturië
- 3e etappe deel A Ronde van Valencia
- 3e etappe Ronde van Spanje
- Bergklassement Ronde van Spanje

1958
- Spaans kampioen op de weg
- Bergklassement Ronde van Spanje
- 4e etappe Ronde van Italië
- 14e en 20e etappe Ronde van Frankrijk
- Bergklassement Ronde van Frankrijk
- Subida a Arrate

1959
- 4e etappe Ronde van Spanje
- 3e (deel B) en 5e etappe Ronde van Zwitserland
- Bergklassement Ronde van Zwitserland
- 15e etappe Ronde van Frankrijk
- Eind- en bergklassement Ronde van Frankrijk
- Subida a Arrate

1960
- 13e etappe Ronde van Spanje
- Subida a Arrate

1961
- 4e etappe Ronde van Sardinië
- Subida a Arrate

1962
- 13e etappe Ronde van Frankrijk
- Bergklassement Ronde van Frankrijk
- Subida a Arrate
- Mont Faron (tijdrit)

1963
- Bergklassement Dauphiné Libéré
- 15e etappe Ronde van Frankrijk
- Bergklassement Ronde van Frankrijk
- Mont Faron (tijdrit)

1964
- 5e etappe Grand Prix du Midi Libre
- 8e en 16e etappe Ronde van Frankrijk
- Bergklassement Ronde van Frankrijk
- Subida al Naranco
- Mont Faron (tijdrit)

## Belangrijkste ereplaatsen
1955
- 5e in de Ronde van Catalonië

1956
- 4e in de Ronde van Spanje
- 4e in de Ronde van Frankrijk

1957
- 2e in de Ronde van Spanje

1959
- 3e in de Ronde van Zwitserland

1962
- 4e in de Dauphiné Libéré
- 5e in de Ronde van Luxemburg

1963
- 2e in de Ronde van Romandië
- 2e in de Ronde van Frankrijk
- 4e in de Grand Prix du Midi Libre
- 5e in de Dauphiné Libéré

1964
- 3e in de Ronde van Frankrijk

## Resultaten in voornaamste wedstrijden
| Jaar | Ronde van Italië | Ronde van Frankrijk | Ronde van Spanje |
| ---- | ---------------- | ------------------- | ---------------- |
| 1954 |                  | 25e                 |                  |
| 1955 |                  |                     | 21e              |
| 1956 | opgave           | 4e                  | 4e               |
| 1957 |                  | opgave              | ↑ (1)            |
| 1958 | 17e (1)          | 8e (2)              | 6e               |
| 1959 |                  | ↑ (1)               | opgave (1)       |
| 1960 |                  | opgave              | opgave (1)       |
| 1961 | opgave           |                     |                  |
| 1962 |                  | 14e (1)             |                  |
| 1963 |                  | ↑ (1)               |                  |
| 1964 |                  | ↑ (2)               |                  |
| 1965 |                  | opgave              | 10e              |

| Jaar | Milaan-San Remo | Gent-Wevelgem | Ronde van Lombardije |  | WK op de weg |  | Wereldranglijsten |
| ---- | --------------- | ------------- | -------------------- |  | ------------ |  | ----------------- |
| 1954 |                 |               |                      |  |              |  |                   |
| 1955 |                 |               |                      |  |              |  |                   |
| 1956 |                 |               |                      |  |              |  |                   |
| 1957 |                 | 95e           |                      |  |              |  |                   |
| 1958 |                 |               |                      |  |              |  |                   |
| 1959 |                 |               |                      |  |              |  | 6e (SPP)          |
| 1960 |                 |               |                      |  |              |  |                   |
| 1961 |                 |               |                      |  | 17e          |  |                   |
| 1962 |                 |               | 20e                  |  |              |  |                   |
| 1963 | 71e             |               |                      |  |              |  | 11e (SPP)         |
| 1964 |                 |               |                      |  |              |  | 14e (SPP)         |
| 1965 |                 |               |                      |  |              |  | 20e (SPP)         |

## Trivia
- Het Belgische wielertijdschrift Bahamontes is naar hem vernoemd.
- Tijdens een bergrit geraakte twee spaken in zijn wiel kapot en moest hij op de top even wachten eer hij een nieuwe wiel kreeg. Omdat Bahamontes een kwartier voorsprong had op de rest, nam hij de tijd om terwijl een ijsje te eten. Wel verloor Bahamontes in de afdaling twaalf minuten, waardoor hij de rit pas als 25e eindigde.[3]

- Biblioteca Nacional de España: XX882171
- Gemeinsame Normdatei: 1028231814
- International Standard Name Identifier: 0000 0003 8890 0750
- Library of Congress Control Number: no2012154691
- Virtual International Authority File: 282169373
- WorldCat: E39PBJrrvBvwMv7k3Ykf9BPxXd

Wielerploegen van Federico Bahamontes
Ambrosio ·
Bahamontes ·
Borcy ·
Bordin ·
Botella ·
Carizzoni ·
Clerici ·
Corrales ·
De Lathouwer ·
Decock ·
Derycke ·
Ernzer ·
van Est ·
Fornasari ·
Galdeano ·
Gaul ·
Gelabert ·
Graf ·
Hoevenaars ·
Hollenstein ·
Iturat ·
Kemp · 
Kerckhove ·
Keteleer ·
Luyten ·
Metra ·
Noyelle ·
Poblet ·
Ruiz ·
Schär ·
Schils ·
Schotte ·
Schroeders ·
Serra ·
Strehler ·
Van Der Helst ·
Van Looy ·
Vannitsen ·
Verhelst ·
Verplaetse ·
Vidaurreta
Bahamontes ·
Blomme ·
Bolzan ·
Botella ·
Bover ·
Chiti ·
Ciampi ·
Company ·
Couvreur ·
Decock ·
Desmet ·
Emiliozzi ·
Ernzer ·
Fini ·
Fornasari ·
Galdeano ·
Gandolfi ·
Gaul ·
Gelhausen ·
Gillen ·
Girardini ·
Gola ·
Guarguaglini ·
Hoevenaars ·
Jiménez ·
Kerckhove ·
Loroño ·
Luyten ·
Manzaneque ·
Metra ·
Moreno ·
Mostajo ·
Pacheco ·
Paternoster ·
Pavesi ·
Pellegrini ·
Ruiz ·
Scappini ·
Schils ·
Schroeders ·
Serra ·
Strehler ·
Timoner ·
Vandaele ·
Van Gompel ·
Van Looveren · 

Van Looy ·
Verplaetse
Bahamontes ·
Belmonte ·
Bertrán ·
Botella ·
Coekaerts ·
Company ·
Derboven ·
Galdeano ·
Herrero ·
Horemans ·
Impanis ·
Kerckhove ·
Manzaneque ·
Masip ·
Moreno ·
Pacheco ·
San Emeterio ·
Schroeders ·
Soler ·
Sorgeloos ·
Suárez ·
Timoner ·
Utset · 
Van Looveren · 
Van Looy  ·
Van Meenen ·
Vanderlinden